# Alessandra Mele
Alessandra Watle Mele (Pietra Ligure, 5 september 2002) is een Italiaans-Noorse zangeres.

## Biografie
Mele werd op 5 september 2002 geboren in Pietra Ligure en heeft een Italiaanse vader (afkomstig uit Albenga) en een Noorse moeder (afkomstig uit Stathelle). Ze groeide op in Cisano sul Neva. Reeds op jonge leeftijd begon ze te zingen, en op haar twaalfde won ze een lokale talentenjacht. Na de middelbare school in 2021 verhuisde ze naar Noorwegen. Aanvankelijk trok ze in bij haar grootouders in Porsgrunn om zich vervolgens te vestigen in Lillehammer, om aldaar muziekproductie te studeren.
In 2022 nam Mele deel aan de Noorse versie van The Voice, waar ze uitgeschakeld werd in de eerste liveshow. Een jaar later nam ze deel aan Melodi Grand Prix, de Noorse preselectie voor het Eurovisiesongfestival. Met het nummer Queen of kings won ze de finale, waardoor ze Noorwegen mocht vertegenwoordigen op het Eurovisiesongfestival 2023, dat gehouden werd in het Britse Liverpool.
Op 9 mei 2023 stootte Alessandra vanuit de eerste halve finale door naar de finale van 13 mei 2023. Door een hoog aantal stemmen van het thuispubliek wist Alessandra hierin de vijfde plaats te bereiken.
Op 9 juni 2023 bracht ze haar nieuwe single Pretty Devil uit.

## Discografie

### Singles
| Single met eventuele hitnotering(en) in de Nederlandse Top 40 | Datum van verschijnen | Datum van binnenkomst | Hoogste positie | Aantal weken | Opmerkingen                                                                       |
| ------------------------------------------------------------- | --------------------- | --------------------- | --------------- | ------------ | --------------------------------------------------------------------------------- |
| Queen of Kings                                                | 09-01-2023            | 20-05-2023            | tip16           | -            | Nr. 12 in de Single Top 100, Noorse inzending voor het Eurovisiesongfestival 2023 |

| Single met hitnotering(en) in de Vlaamse Ultratop 50 | Datum van verschijnen | Datum van binnenkomst | Hoogste positie | Aantal weken | Opmerkingen |
| ---------------------------------------------------- | --------------------- | --------------------- | --------------- | ------------ | ----------- |
| Queen of Kings                                       | 09-01-2023            | 20-05-2023            | 13              | 5            |             |

1960: Nora Brockstedt · 
1961: Nora Brockstedt · 
1962: Inger Jacobsen · 
1963: Anita Thallaug · 
1964: Arne Bendiksen · 
1965: Kirsti Sparboe · 
1966: Åse Kleveland · 
1967: Kirsti Sparboe · 
1968: Odd Børre · 
1969: Kirsti Sparboe · 
1971: Hanne Krogh · 
1972: Grethe Kausland & Benny Borg · 
1973: Bendik Singers · 
1974: Anne-Karine Strøm & Bendik Singers · 
1975: Ellen Nikolaysen · 
1976: Anne-Karine Strøm · 
1977: Anita Skorgan · 
1978: Jahn Teigen · 
1979: Anita Skorgan · 
1980: Sverre Kjelsberg & Mattis Hætta · 
1981: Finn Kalvik · 
1982: Jahn Teigen & Anita Skorgan · 
1983: Jahn Teigen · 
1984: Dollie de Luxe · 
1985: Bobbysocks · 
1986: Ketil Stokkan · 
1987: Kate Gulbrandsen · 
1988: Karoline Krüger · 
1989: Britt Synnøve Johansen · 
1990: Ketil Stokkan · 
1991: Just 4 Fun · 
1992: Merethe Trøan · 
1993: Silje Vige · 
1994: Elisabeth Andreassen & Jan Werner Danielsen · 
1995: Secret Garden · 
1996: Elisabeth Andreassen · 
1997: Tor Endresen · 
1998: Lars Fredriksen · 
1999: Stig Van Eijk · 
2000: Charmed · 
2001: Haldor Lægreid · 
2003: Jostein Hasselgård · 
2004: Knut Anders Sørum · 
2005: Wig Wam · 
2006: Christine Guldbrandsen · 
2007: Guri Schanke · 
2008: Maria Haukaas Storeng · 
2009: Alexander Rybak · 
2010: Didrik Solli-Tangen · 
2011: Stella Mwangi · 
2012: Tooji · 
2013: Margaret Berger · 
2014: Carl Espen · 
2015: Mørland & Debrah Scarlett · 
2016: Agnete · 
2017: JOWST feat. Aleksander Walmann · 
2018: Alexander Rybak · 
2019: KEiiNO · 
2021: Tix · 
2022: Subwoolfer · 
2023: Alessandra · 
2024: Gåte ·
2025: Kyle Alessandro